# キックオフ2002
『キックオフ2002』は、日韓共同制作アニメ。全26話。2002年2月18日から9月2日までNHK BS-2で毎週月曜日18時02分の時間帯で放送された。

## 概要
2002年のFIFA Ｗ杯韓日共催に向け制作されたサッカーアニメ。
韓国でのタイトルは、「우정의 그라운드」（友情のグラウンド）。
主題歌とエンディング曲、および副音声が韓国語である。
主人公は日本人司令塔と韓国人ストライカーの青年二人。チームメイトとの友情、彼らのサッカー選手としての成長などが描かれる。

## 登場人物
高見沢健一（たかみざわ けんいち）
声 - 谷山紀章
主人公の一人。父親の仕事の都合で５歳からイタリア暮らし。ミラノ在住10年。両親、妹との4人家族。趣味はギター。1983年12月6日生まれ、日本・東京出身。身長185cm、体重75kg。血液型Ａ。
カン・チャン
声 - 佐々木望
主人公の一人。韓国サッカー協会から派遣され、ミラノのサッカークラブ「モンテローザ」へサッカー留学。健一のチームメイトとなる。特技はテコンドー。1983年6月15日生まれ、韓国・ソウル出身。身長185cm、体重75kg。血液型AB。
ゾロンザ
声 - 檜山修之
健一のチームメイト。1983年8月19日生まれ、イタリア・ミラノ出身。身長189cm、体重82kg。血液型Ｂ。
高見沢美紀（たかみざわ みき）
声 - 長谷川知子
健一の妹。兄・健一と仲が良い。好みのタイプは『自分の目標に向かって突っ走っていく』人。
パオロ
声 - 川田紳司
モンテローザ所属選手。健一・ゾロンザのチームメイト。健一とパオロの父親同士は仕事関連での知り合い。
マンチーニ監督
声 - 納谷六朗
若手選手の能力・才能を見極め伸ばす手腕をもつ。現役時代は無名選手だったらしい。
モンテローザのコーチ
声 - 茂木優
指導者として疑問符の付くような発言多し。
高見沢・父
声 - 宗矢樹頼
堅実人生至上主義。
高見沢・母
声 - 加藤優子
ちょっぴりミーハー。
ニーナ
声 - 田村知幸
美紀の友人。さばさばした口調でたまに絶妙なセリフを発する。
黒崎（くろさき）
声 - 田中完
スポーツ・マネージャー。健一の才能を高く評価している。
韓国記者
声 - 永野広一
ゴシップ記者的な取材姿勢でカンにつきまとう。
朝倉ゆかり（あさくら ゆかり）
声 - 豊口めぐみ
レポーター。日本から健一を取材に来た幾人かのメディア関係者のうちの一人。
沼田（ぬまた）
声 - 土田大
カメラマン。朝倉ゆかりの同行者であり後輩。

## スタッフ
- 監督 - キム　デ ジュン
- シリーズ構成 - 演出：石踊宏、脚本：中村修
- キャラクターデザイン - 飯島弘也
- 美術 - 長尾仁
- 音楽 - イ　サン ヨン
- デジタル制作 - ウン　ボン ス、パク　ジュン ホ
- 録音監督 - イ　ウォン ヒ
- 技術 - ホン　ユ ソン
- 効果 - ムン　デ ヒヨン
- 企画 - チェ　アン ヒ
- プロデューサー - オ　セ ウック
- 制作 - KBS MEDIA、DREAM KID NET、SONOKONG
- 制作協力 - ハスト・コーポレーション

### 日本語版制作スタッフ
- 日本語版プロデューサー - 百田英生
- 演出 - 西名武
- 調整 - 内田直継（#1、3～7）、なしもと　りょうこ（#8～26）
- 録音 - 細貝真弓
- スタジオ - HALF H・P STUDIO
- 音響制作 - HALF H・P STUDIO、島崎加奈子
- 配給 - 81プロデュース、南沢道義

## 主題歌
オープニングテーマ「DO YOUR BEST」
作詞 - イ　ウォン ヒ / 作曲 - ナム　ユン ジョン / 歌 - ジョン　グ リョン
エンディングテーマ「BECAUSE I LOVE YOU SO」
作詞 - イ　ウォン ヒ / 作曲 - ナム　ユン ジョン / 歌 - イ　ヨン ミ

## 各話リスト
| 話数 | サブタイトル             | 脚本       | 作画監督              | 放映日 |
| ---- | ------------------------ | ---------- | --------------------- | ------ |
| 1    | 異国での出逢い           | 中村修     | ソン ジン ヨン        | 2/18   |
| 2    | 友情のスルーパス         |            |                       | 2/25   |
| 3    | 勝利への脱皮             | 中村修     | ソン ジン ヨン        | 3/ 4   |
| 4    | 代理人の甘い罠           | 中村修     | ソン ジン ヨン        | 3/11   |
| 5    | 二人の試練               | 中村修     | ソン ジン ヨン        | 3/18   |
| 6    | 新たなる絆               | 中村修     | ソン ジン ヨン        | 3/25   |
| 7    | 司令塔の迷い             | 中村修     | ソン ジン ヨン        | 4/ 1   |
| 8    | 転機！                   | 中村修     | ソン ジン ヨン        | 4/ 8   |
| 9    | もうひとつの条件         | 中村修     | イ ジョン マン        | 4/15   |
| 10   | ラスト・マッチ 前編      | 加藤みのる | ソン ジン ヨン        | 4/22   |
| 11   | ラスト・マッチ 後編      | 加藤みのる | イ ジョン マン        | 5/ 6   |
| 12   | それぞれの道             | 中村修     | ソン ジン ヨン        | 5/20   |
| 13   | 冷たい歓迎               | 中村修     | イ ジョン マン        | 5/27   |
| 14   | 友情を呼ぶゴール         | 加藤みのる | イ ジョン マン        | 6/ 3   |
| 15   | プロへの選択             | 中村修     | イ ジョン マン        | 6/10   |
| 16   | 厚い壁                   | 中村修     | イ ジョン マン        | 6/17   |
| 17   | 傷ついたプライド         | 加藤みのる | ユン ソン ギュ        | 6/24   |
| 18   | 屈辱のポジション         | 加藤みのる | ソン ジン ヨン        | 7/ 1   |
| 19   | 気になる言葉             | 中村修     | Dream Kid Net.,co.Ltd | 7/ 8   |
| 20   | 明るい兆し               | 中村修     | ユン ソン ギュ        | 7/15   |
| 21   | 飛躍！                   | 加藤みのる | Dream Kid Net.,co.Ltd | 7/22   |
| 22   | タイガー・ファング誕生！ | 加藤みのる | Dream Kid Net.,co.Ltd | 7/29   |
| 23   | 栄光の光と影             | 中村修     | Dream Kid Net.,co.Ltd | 8/ 5   |
| 24   | 再会                     | 加藤みのる | Dream Kid Net.,co.Ltd | 8/12   |
| 25   | 気迫の攻防戦！           | 加藤みのる | Dream Kid Net.,co.Ltd | 8/26   |
| 26   | 夢のステージへ…          | 中村修     | Dream Kid Net.,co.Ltd | 9/ 2   |